# Franz Rigler
Franz Rigler, oft auch Franz Riegler, (* 23. März 1839 in Ziersdorf; † 18. April 1914, ebenda) war ein österreichischer Politiker. Er war Bürgermeister von Ziersdorf und von 1884 bis 1902 Abgeordneter zum Niederösterreichischen Landtag und von 1891 bis 1901 Abgeordneter zum Reichsrat in Österreich.

## Leben
Rigler war Wirtschaftsbesitzer und betrieb ab 1884 den Ziegelofen Ziersdorf VII.

## Politik
Rigler war von 1879 bis 1888 Bürgermeister in Ziersdorf.
Er konnte 1884 den bisherigen Abgeordneten Anton Ruf schlagen und zog 1884 als Vertreter für Horn, Eggenburg, Geras, Ravelsbach, Retz in den Niederösterreichischen Landtag ein. Als Vertreter der Landgemeinden wurde er Abgeordneter des Reichrats, wo er in der VII. und XI. Legislaturperiode die Region Korneuburg/Hollabrunn/Horn vertrat. 1890 und 1896 wurde er erneut gewählt. 1896 wurde er im Rahmen der „anti-semitischen Wahlgemeinschaft“ auch von den Christlichsozialen unterstützt. Im Reichsrat gehörte er der Nationalpartei an.